# Alina Herbing

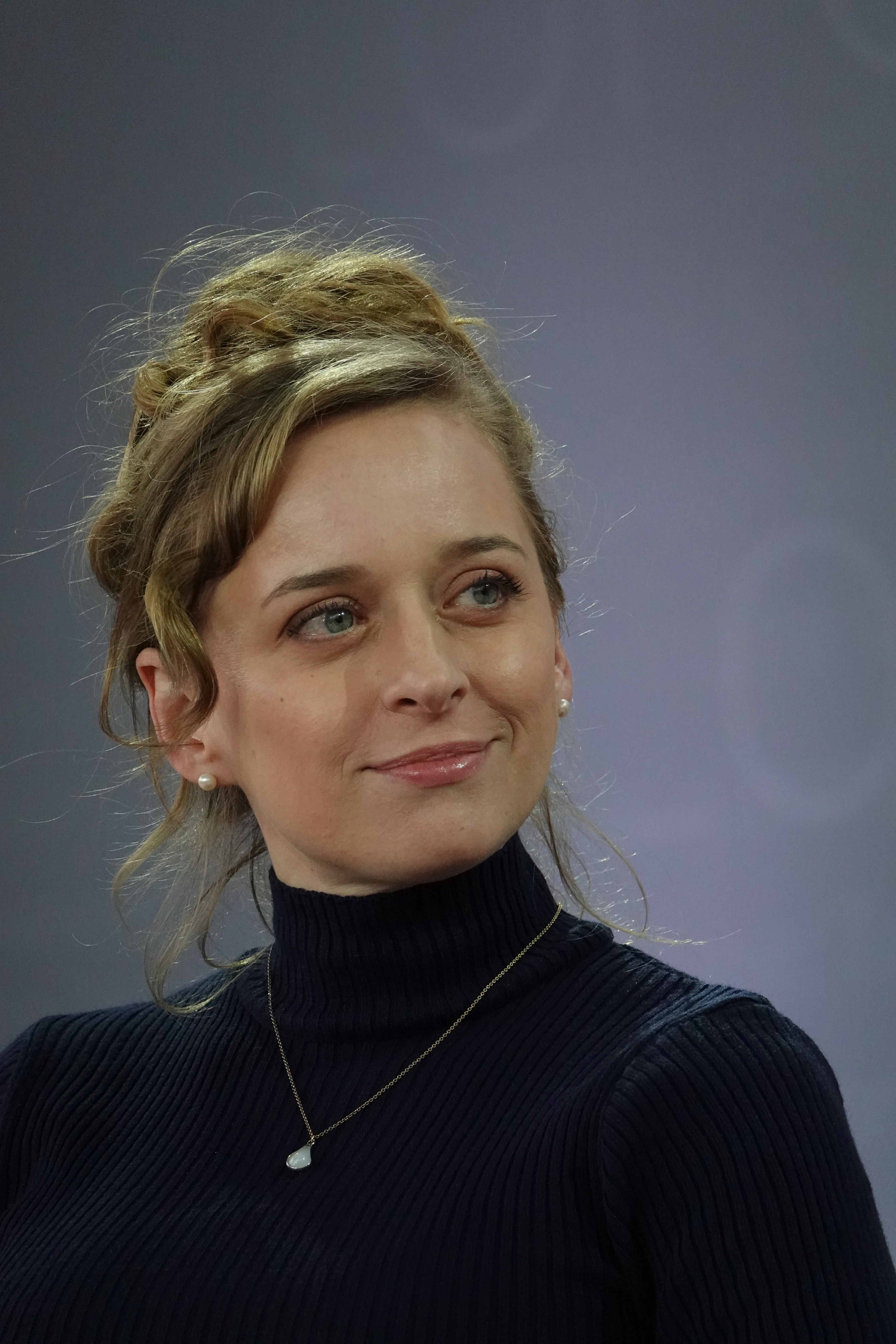
Alina Herbing 2024

Alina Herbing (* 1984 in Lübeck) ist eine deutsche Schriftstellerin.

## Leben
Alina Herbing war sieben Jahre alt, als ihre Eltern mit ihr und ihren drei Geschwistern 1991 aus Lübeck aufs Land im ehemaligen DDR-Grenzgebiet in Mecklenburg-Vorpommern zogen, wo sie aufwuchs. Ihre Mutter leitete ein Tierheim. An der Ernst-Moritz-Arndt-Universität Greifswald studierte sie Geschichte und Germanistik sowie Literarisches Schreiben in Hildesheim. Sie veröffentlichte Kurzgeschichten in Zeitschriften und Anthologien und war für vier Ausgaben Mitherausgeberin der Literaturzeitschrift Bella triste. In Berlin unterrichtete sie bis Januar 2017 Deutsch in Integrationskursen für Frauen.
Im Februar 2017 erschien ihr Debütroman Niemand ist bei den Kälbern, in dem sie laut Kathleen Hildebrandt in der Süddeutschen Zeitung „gnadenlos mit dem romantischen Image des Landlebens“ aufräumt. Gunda Bartels schrieb im Tagesspiegel: „Die Authentizität, mit der Herbing von der Nachwende-Generation, dem selbstverständlichen Rassismus, dem Alkoholismus, dem Festklammern der Männer an tradierten Geschlechterrollen und der dröhnenden Perspektivlosigkeit erzählt, hat sie im Alltag erworben.“ Der Roman war NDR-Buch des Monats Februar 2017. Der Spiegel zählte es anlässlich der Leipziger Buchmesse zu den 25 am meisten diskutierten Romanen der Literatursaison. 2018 erhielt sie ein Alfred-Döblin-Stipendium.
Der Film Niemand ist bei den Kälbern der Regisseurin Sabrina Sarabi mit Saskia Rosendahl in der Hauptrolle kam 2022 in die deutschen Kinos. Im selben Jahr war Herbing zum 16. Lübecker Literaturtreffen eingeladen.
In ihrem zweiten Roman Tiere, vor denen man Angst haben muss (2024) erzählt sie vom Leben zweier Schwestern, die auf einem Hof in Mecklenburg aufwachsen, auf dem „der mütterliche Traum eines ursprünglichen Lebens in Wohlstandsverlust mündet und sich die Grenzen zwischen Natur und Zivilisation mehr und mehr auflösen“. Wie das Romandebüt sieben Jahre zuvor wurde Herbings Werk von 2024 NDR-Buch des Monats Februar. NDR-Autorin Juliane Bergmann schrieb: „Die Autorin kennt selbst Fremdheitserfahrungen und das Gefühl, nicht richtig anzukommen.“ Im Roman entwickele sich in der Provinzidylle der antikapitalistische Traum der Mutter schnell zu etwas Düsterem.
Alina Herbing unterrichtet seit 2018 literarisches Schreiben an der Kunsthochschule für Medien Köln.
Sie lebt in Köln und Berlin.

## Auszeichnungen
- 2012: 3. Preis des MDR-Literaturpreises für ihre Kurzgeschichte Seine Hand zittert, der Tee auch[14]
- 2017: NDR-Buch des Monats Februar 2017 für ihren Debütroman Niemand ist bei den Kälbern[15]
- 2017: Nominierung zum aspekte-Literaturpreis mit Niemand ist bei den Kälbern (Finalist)
- 2018: Friedrich-Hölderlin-Förderpreis der Stadt Bad Homburg für Niemand ist bei den Kälbern
- 2024: NDR-Buch des Monats Februar 2024 für ihren Roman Tiere, vor denen man Angst haben muss[10]

## Werke
- Tiere, vor denen man Angst haben muss. Arche Verlag, Hamburg und Zürich 2024. ISBN 978-3-716028-18-6
- Niemand ist bei den Kälbern. Arche Verlag, Hamburg und Zürich 2017. ISBN 978-3-7160-2762-2
- Herausgeberin mit Hanns-Josef Ortheil und Thomas Klupp: Weltliteratur 3. Von Goethe bis Fontane, Hildesheimer Universitätsschriften, Hildesheim 2010, ISBN 978-3-934105-34-8